# John Maynard Smith
John Maynard Smith (ur. 6 stycznia 1920 w Londynie, zm. 19 kwietnia 2004 w Susseksie) – brytyjski biolog.
Jeden z najwybitniejszych współczesnych teoretyków ewolucjonizmu, genetyk, który wprowadził elementy teorii gier do badań nad zachowaniami organizmów biologicznych. Pozwoliło to na podkreślenie znaczenia współzależności w opisie zachowań organizmów. Zdaniem Smitha o zachowaniu danego organizmu można sensownie dyskutować jedynie w kontekście zachowań innych organizmów. Zoologia zawdzięcza mu także postawienie lub sprecyzowanie wielu istotnych pytań ewolucjonizmu, takich np. jak pytanie o to, dlaczego w procesie ewolucji doszło do rozróżnienia płci. Laureat Medalu Copleya.

## Życiorys
Był absolwentem Eton College. Studiował nauki inżynieryjne w Trinity College na Uniwersytecie Cambridge . W okresie II wojny światowej pracował jako inżynier w przedsiębiorstwie projektującym samoloty, następnie od 1947 r. podjął studia zoologiczne na University College w Londynie, gdzie był studentem J.B.S. Haldane’a. Od 1965 był profesorem na Uniwersytecie w Sussex, a w latach 1965–1972 także pierwszym dziekanem Szkoły Nauk Biologicznych przy tym uniwersytecie. W 1985 r. przeszedł na emeryturę.
Od 1977 członek Royal Society. Był także członkiem zagranicznym Amerykańskiej Akademii Sztuki i Nauki i doktorem honoris causa kilku uczelni, m.in. uniwersytetu w Kent, Cambridge, Chicago i Edynburgu. Laureat prestiżowych nagród: Kioto (2001), Balzana (1991) i przyznawane go przez Royal Society Medalu Darwina (1986).

## Wybrane publikacje
- The Evolution of Sex (1978)
- Evolution and the Theory of Games (1983)
- Evolutionary Genetics (1989)
- The Major Transitions in Evolution (1995)
- The Origins of Life: From the birth of life to the origin of language (z Eörsem Szathmáry) (2000) – polskie wydanie: Tajemnice przełomów w ewolucji. Od narodzin do powstania mowy ludzkiej, Wydawnictwo Naukowe PWN, 2000, tłum. Michał Madaliński, ISBN 83-01-13242-6
- Animal Signals (z Davidem Harperem) (2003)